# Plebeia
Plebeia is een geslacht van vliesvleugelige insecten uit de familie bijen en hommels (Apidae)

## Soorten
- P. alvarengai Moure, 1995
- P. catamarcensis (Holmberg, 1903)
- P. cora Ayala, 1999
- P. domiciliorum (Schwarz, 1934)
- P. droryana (Friese, 1900)
- P. emerina (Friese, 1900)
- P. flavocincta (Cockerell, 1912)
- P. franki (Friese, 1900)
- P. frontalis (Friese, 1911)
- P. fulvopilosa Ayala, 1999
- P. goeldiana (Friese, 1900)
- P. intermedia (Wille, 1960)
- P. jatiformis (Cockerell, 1912)
- P. julianii Moure, 1962
- P. kerri Moure, 1950
- P. lucii Moure, 2004
- P. llorentei Ayala, 1999
- P. malaris Moure, 1962
- P. manantlensis Ayala, 1999
- P. margaritae Moure, 1962
- P. melanica Ayala, 1999
- P. meridionalis (Ducke, 1916)
- P. mexica Ayala, 1999
- P. minima (Gribodo, 1893)
- P. molesta (Puls, 1869)

- P. mosquito (Smith, 1863)
- P. moureana Ayala, 1999
- P. nigriceps (Friese, 1901)
- P. parkeri Ayala, 1999
- P. peruvicola Moure, 1995
- P. phrynostoma Moure, 2004
- P. poecilochroa Moure & Camargo, 1995
- P. pulchra Ayala, 1999
- P. remota (Holmberg, 1903)
- P. saiqui (Friese, 1900)
- P. tica (Wille, 1969)
- P. tobagoensis Melo, 2003
- P. variicolor (Ducke, 1916)
- P. wittmanni Moure & Camargo, 1989